# Psicoanalisi laica

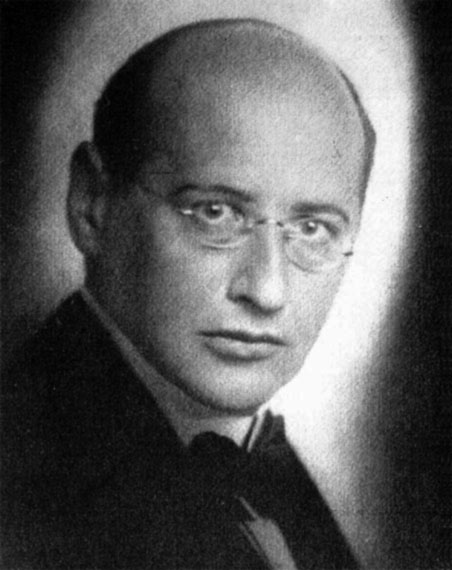
Theodor Reik uno dei primi analisti "laici", ossia non-medici

Con il termine psicoanalisi laica, o più semplicemente analisi laica, si intende la psicoanalisi condotta da non medici o non psicologi. Il termine venne usato per la prima volta dallo stesso Sigmund Freud (in ted. Laienanalyse).
Per gli analisti laici la psicoanalisi è una professione di cura della mente ed un esercizio filosofico la cui preparazione deve essere subordinata esclusivamente allo studio della disciplina analitica in sé, indipendentemente dalla laurea pregressa. Secondo la loro tesi, la psicoanalisi dovrebbe essere riconosciuta come scuola che prevede la cura delle malattie mentali e del disagio con un metodo che le vede esenti dalla sfera organica, a differenza ad esempio della psichiatria, medica, che prevede l'uso degli psicofarmaci e mette in relazione la mente direttamente col cervello. La questione starebbe dunque nel vedere la psicoanalisi come disciplina dipendente o indipendente dalla conoscenza medica tradizionale.

## Descrizione

### Origine
Il termine venne utilizzato da Sigmund Freud nel suo scritto "Il problema della psicoanalisi condotta da non medici" (in ted. Die Frage der Laienanalyse) del 1926 in difesa di Theodor Reik.

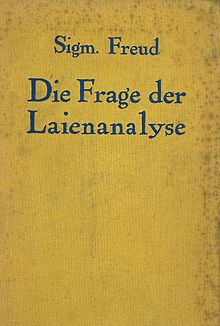
"Il problema della psicoanalisi condotta da non medici" (Die Frage der Laienanalyse), 1926

La questione dell'analisi laica si presentò a Freud quando uno dei suoi allievi, Theodor Reik venne denunciato per abuso della professione medica in quanto praticava psicoanalisi pur essendo laureato solo in filosofia. In sua difesa intervenne appunto lo stesso Freud che più volte aveva ribadito che la psicoanalisi si strutturava come una disciplina non necessariamente destinata ai medici.
«L’uso terapeutico della psicoanalisi è soltanto una delle sue possibili applicazioni, e l’avvenire dimostrerà forse che non è la più importante. Sarebbe comunque ingiusto sacrificare a una sua unica applicazione tutte le altre, solo perché questo campo tocca la sfera degli interessi medici.»
 Tra i primi grandi psicoanalisti che furono allievi di Freud, vi furono molti filosofi, tra cui lo stesso Theodor Reik ed anche Otto Rank, le cui ricerche ed opere fanno parte della storia della psicoanalisi.
Tuttavia il testo di Freud in difesa dell'analisi laica fu definito dal suo stesso autore un "flop", in quanto la psicoanalisi venne assorbita dalla scienza medica, nonostante ciò fosse contrario alle sue intenzioni. In una lettera del febbraio 1939 scritta al Dott. Jelliffe, Freud affermò:
«Non sono affatto felice di vedere che in America l’analisi è diventata la serva della psichiatria e nulla più.»
E in una lettera del 1926 a Paul Federn aveva scritto:
«Fino a che vivrò, mi opporrò a che la psicoanalisi venga inghiottita dalla medicina.»

### Sostenitori
Il problema di una certificazione relativa alla psicoanalisi si è presentata già ai tempi di Freud. Freud infatti auspicava che la psicoanalisi diventasse una disciplina autonoma, con una scuola specializzata in discipline umanistiche e rudimenti di biologia. In nessun caso Freud aveva considerato la laurea in medicina come utile per conseguire una buona preparazione psicanalitica:
«[...] nessuno dovrebbe esercitare l’analisi senza essersene acquisito il diritto mediante una adeguata preparazione. Che poi si tratti di medici o non medici mi sembra cosa secondaria.»
Anche altri autori dopo Freud hanno sostenuto la necessità di separare la psicoanalisi e la psicologia dalla scienza e riconsegnarla alla filosofia. Carl Gustav Jung, ad esempio, scrisse che la psicologia avrebbe dovuto annullarsi come scienza, e così facendo avrebbe realizzato il suo scopo. E uno dei suoi allievi, James Hillman, fondò la psicologia archetipica come disciplina che univa la pratica filosofica alla psicoanalisi proprio per questo scopo, incominciando a produrre numerosi lavori di psicologia archetipica e di analisi critica della storia della psicoanalisi, della psicologia analitica e della psicologia tradizionale sostenendo anch'egli una necessità di revisionare queste discipline . Hillman nelle sue opere ha ribadito più volte che la psicoanalisi sarebbe stata uccisa dalla pratica medica, e che essa sia una disciplina laica indipendente dalla psicoterapia. Oltre a Theodor Reik e ad Otto Rank si possono citare, tra gli psicoanalisti laici (ossia non medici) più conosciuti anche Anna Freud (figlia di Sigmund Freud), Erik Erikson, ed Ernst Kris.

### Posizione dello stato italiano e all'estero
In Italia è considerato illegale praticare la psicoanalisi se non si è iscritti all'albo dei medici o degli psicologi, in quanto la psicoanalisi è considerata psicoterapia, quindi praticabile solo da medici o psicologi.
La legge Ossicini all'art. 3 regolamenta quanto segue:
- L'esercizio dell'attività psicoterapeutica deve essere regolamentato da una formazione professionale acquisita a seguito del conseguimento di una laurea in psicologia o in medicina e chirurgia ed un corso di specializzazione in psicoterapia ai sensi del DPR 10 marzo 1982 n. 162.

Questa legge è stata molto dibattuta, in quanto essa definisce esclusivamente l'attività psicoterapeutica, mentre la psicoanalisi non è universalmente considerata una psicoterapia. In Italia, la psicoanalisi è considerata psicoterapia, e le scuole di specializzazione in psicoanalisi non ne permettono l'accesso a chi non disponga di una laurea in psicologia o di una laurea in medicina.
Una situazione simile esiste anche negli Stati Uniti, dove valgono come condizione d'entrata, accanto ai master di psicologia e medicina, anche quelli in scienze psicoanalitiche ed in scienze psicoterapeutiche. Terminata la formazione si può accedere all'albo nazionale dei terapeuti. 
In Francia la psicoanalisi non è regolamentata mentre lo è la psicoterapia. In altri paesi europei la distinzione tra psicoterapia e psicoanalisi è ben distinta e chiara, inoltre lo stato riconosce le due figure professionali come distinte, ma non necessariamente è considerato illecito l'invasione delle competenze. Nel Regno Unito ad esempio la psicoterapia è liberamente praticabile da chiunque consegua una specializzazione in merito, essa non è accessibile esclusivamente a medici o psicologi. 
In Austria hanno accesso alla formazione specialistica i laureati e i professionisti di tutte le aree umanistiche, sociali e sanitarie. Lo Stato garantisce l'istituzione e la conduzione di un Propedeutico biennale interuniversitario, accanto a quelli condotti da singole Università pubbliche o private. Inoltre esistono da tempo master in scienze psicoterapeutiche (PTW) e il cosiddetto Propedeutikum equivalenti a quelli in psicologia, ma maggiormente orientati alla pratica clinica. I diplomati in psicoterapia possono accedere alla libera professione iscrivendosi alla Camera degli psicoterapeuti non medici. 
In Germania possono esercitare la psicoterapia infantile oltre agli psicologi anche i laureati in pedagogia o scienze dell'educazione previa formazione specialistica in psicoterapia. A formazione conclusa si accede all'una o all'altra Camera degli psicoterapeuti: bambini-adolescenti o adulti. 
In Svizzera, ogni master in scienze umane e sociali consente l'accesso alla formazione specialistica a seguito di una formazione complementare di livello universitario nelle materie rilevanti per la psicoterapia. Accanto alle Università esiste però il master in psicologia applicata delle Scuole universitarie professionali (SUP), maggiormente aperte ad accessi trasversali e attente ad integrare la teoria con la pratica in ambito pubblico e privato. Infine Politecnici federali e Scuole universitarie professionali (SUP) stanno studiando come attivare dei master in scienze psicoterapeutiche (SPT).